# Băla
Băla é uma comuna romena localizada no distrito de Mureș, na região histórica da Transilvânia. A comuna possui uma área de 27.75 km² e sua população era de 833 habitantes segundo o censo de 2007.